# Betula szechuanica
Betula szechuanica là một loài thực vật có hoa trong họ Betulaceae. Loài này được (C.K.Schneid.) C.-A.Jansson mô tả khoa học đầu tiên năm 1962.

## Hình ảnh

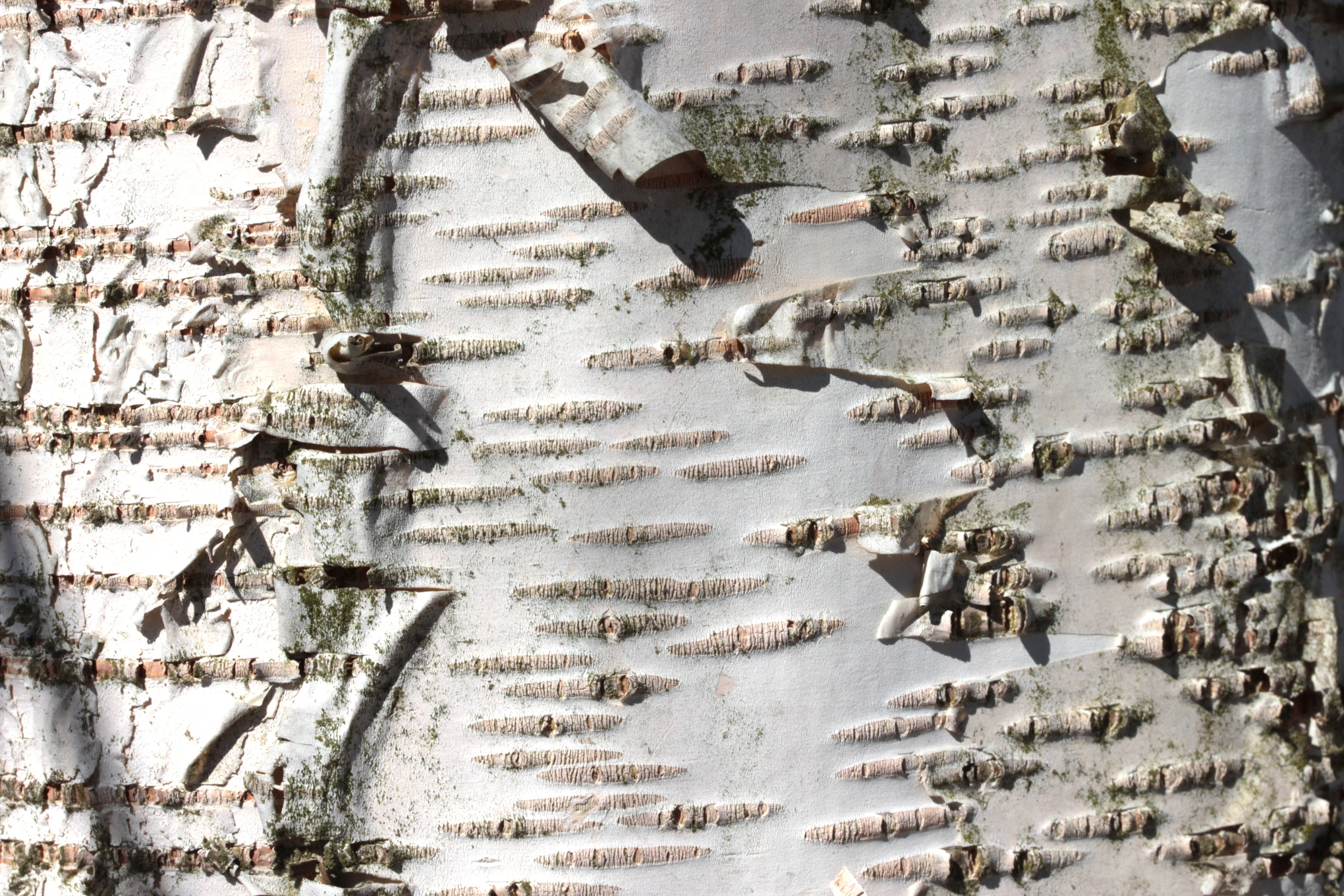
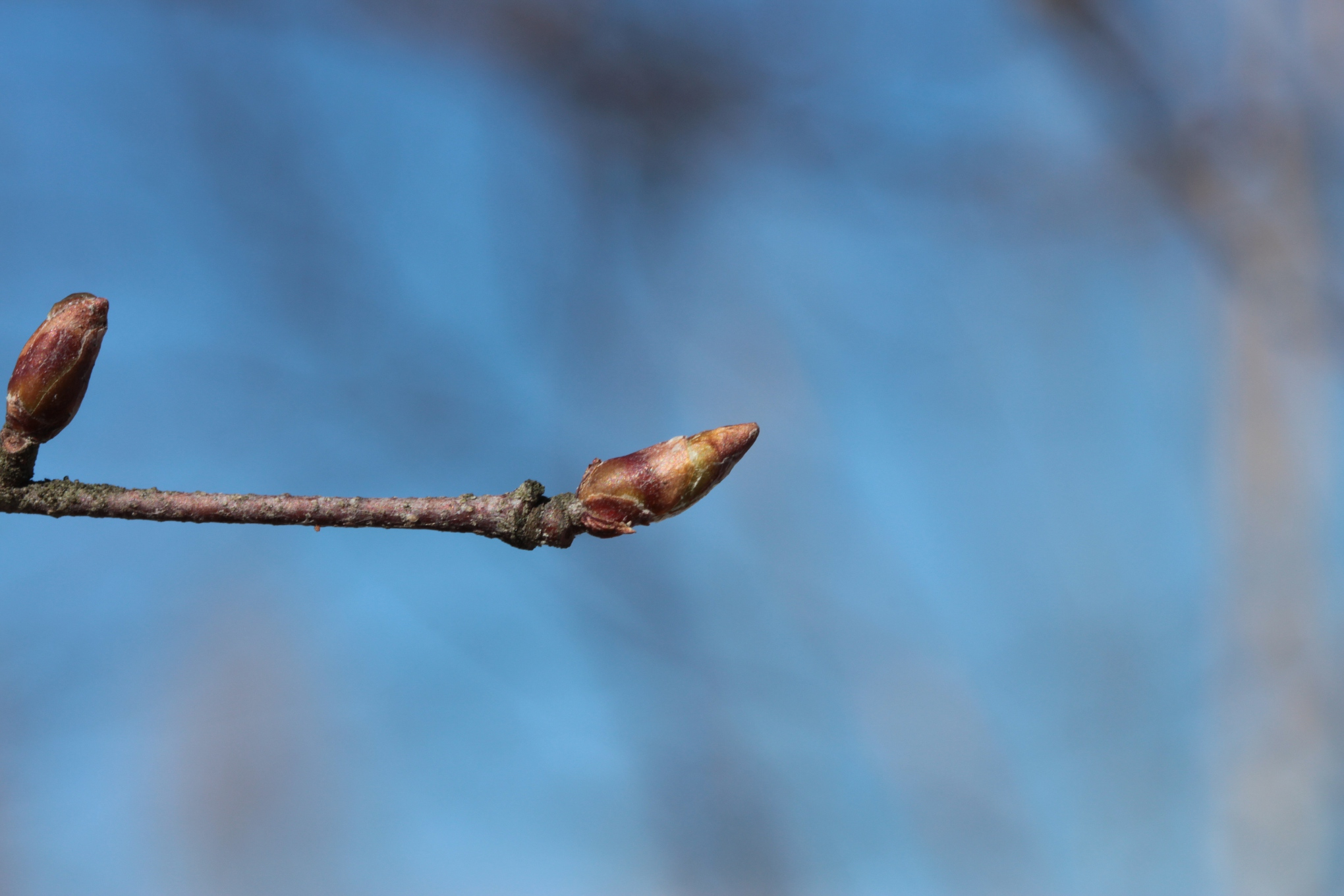
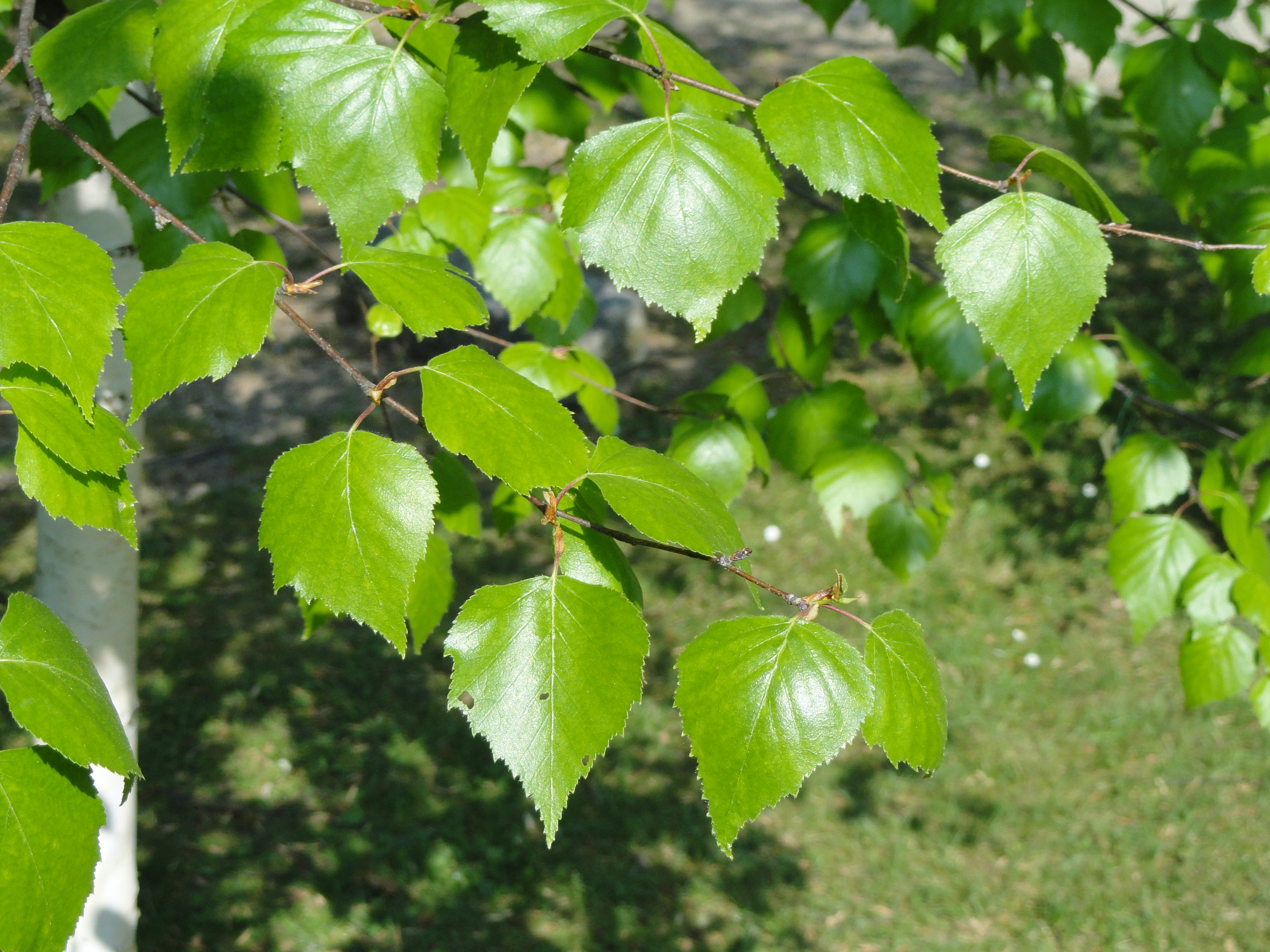